# Antiadherència
L'antiadherència és la propietat d'alguns materials que impedeix que altres materials s'enganxin a la seva superfície.

## Productes antiadherents
- Silicona
- Tefló

## Aplicacions
- Reducció de les mermes per adherència de les matèries primeres en els processos de producció industrials.
- Eliminació per substitució d'antiadherents orgànics com poden ser olis, ceres, etc.
- Optimització industrial.